# Игнатовщина
Игнатовщина — упразднённый населённый пункт в Браславском районе Витебской области Беларуси.

## География
Урочище находится в западной части Витебской области, к югу от автодороги Н-2165, на расстоянии приблизительно 10 километров (по прямой) к востоко-юго-востоку от города Браслав, административного центра района. Абсолютная высота — 175 метров над уровнем моря.

## История
По состоянию на 1905 год, в застенке Игнатовщина проживало 29 человек (16 мужчин и 13 женщин). В административном отношении входил в состав Иодской волости Дисненского уезда Виленской губернии.
В 1921 году застенок входил в состав гмины Йоды Дисенского повета Виленского воеводства Второй Польской республики. Числился 41 житель (18 мужчин и 23 женщины), проживавших в 6 домах. В этническом составе населения того периода белорусы составляли 100 %. В конфессиональном составе населения преобладали старообрядцы (100 %).